# Conrad Malte-Brun
Conrad Malte-Brun, nascido Malthe Conrad Bruun (Thisted, 12 de agosto de 1755 – Paris, 14 de dezembro de 1826) foi um jornalista, geógrafo e publicista francês, nascido na Dinamarca. Seu segundo filho, Victor Adolphe Malte-Brun, também era geógrafo. É mais lembrado nos dias de hoje por ter nomeado o continente da Oceania, em 1812. 

## Biografia
Nascido em Thisted, em 1755, Conrad era filho do conselheiro de justiça e governador de distrito Adolf Christian Bruun e sua esposa Anne Christine Lange. Originalmente, sua carreira seria de pastor, tanto que ele foi para a universidade estudar teologia na Universidade de Copenhague. Por influência do racionalista Otto Horrebow (1769-1823), que conheceu na universidade, Conrad começou a questionar as restrições sociais, passando a vestir-se de acordo com seu gosto e deixe seu cabelo loiro crescer por um longo tempo.
Foi durante seu curso que se tornou um apoiador da Revolução Francesa e ativista pela liberdade de imprensa. Em setembro de 1799, Conrad foi implicado na distribuição ilegal de panfletos que continham várias críticas ao governo e às severas leis de censura instituídas pelo príncipe herdeiro da Dinamarca, Frederico VI.
Um caso semelhante ao seu, envolvendo Peter Andreas Heiberg, não o deixou otimista com seu futuro no país, já que Peter acabou exilado no Natal de 1799. Já tendo deixado o país antes da corte decretar sua sentença, Conrad foi primeiro para a Suécia e depois para a cidade imperial livre de Hamburgo. Em algum momento no exílio ele passou a usar seu primeiro nome dinamarquês, Malte, seguido de seu sobrenome escandinavo, Bruun.

## França
Conrad chegou à França em 1799, onde começou a trabalhar em um tratado de geografia como um presente para o país que o abrigou. Colaborou com diversas publicações políticas e científicas da época, já completamente banido de seu país de origem. Em 1822-1824, foi primeiro secretário da recém fundada Société de Géographie. Conrad também foi o primeiro a sugerir que se importasse camelos para a Austrália.

## Morte
Conrad faleceu em Paris em 14 de dezembro de 1826, deixando o primeiro rascunho da versão final de sua obra-prima Précis de Géographie Universelle, publicada em 8 volumes (1810–29), os últimos dois por Jean Jacques Nicolas Huot. Ruas em Paris e em sua cidade natal Thisted carregam seu nome em sua homenagem.

## Obras
- Précis de Géographie Universelle (Resumo de Geografia Universal)